# Siempre contigo (canción)
Siempre contigo es una canción y el primer sencillo oficial del duodécimo álbum de estudio del mismo título de la actriz y cantante mexicana Lucero. El tema fue escrito por Rafael Pérez Botija y publicado bajo el sello discográfico Melody Discos a mediados del año de 1995.

## Antecedentes
La canción alcanzó el número 1 en listas de popularidad en México y países de Latinoamérica;[cita requerida] además alcanzó el número 4 en sencillo de Billboard de Estados Unidos. [cita requerida]
Ha estado en varios discos de grandes éxitos y versiones de sus canciones más recopilatorios y otros álbumes en vivo de la propia cantante.

## Lista de canciones

### CD - Promo
| Siempre Contigo — Single |                   |          |  |
| N.º                      | Título            | Duración |  |
| 1.                       | «Siempre Contigo» | 4:11     |  |

### Descarga digital[3]
| Siempre Contigo (LUCERO CONTIGO) — Single |                                    |          |  |
| N.º                                       | Título                             | Duración |  |
| 1.                                        | «Siempre Contigo (LUCERO CONTIGO)» | 3:26     |  |

## Posiciones en las listas
| Listas                                   | Posición |
| ---------------------------------------- | -------- |
| Estados Unidos Billboard Hot Latin Songs | 79       |
| Mexico (Top 100)                         | 40       |